# Águas Claras (Mariana)
Águas Claras é um distrito do município brasileiro de Mariana, no interior do estado de Minas Gerais. Fica a 39 km do distrito-sede. É o mais recente distrito do município, tendo sido criado em 25 de agosto de 2015, por um decreto municipal. Agrega para si os subdistritos de Pedras e Campinas.

## História
O povoado da região originou-se do século XVIII, paralelamente a ocupação do território da Vila de Nossa Senhora do Carmo. Anteriormente era sub-distrito de Claudio Manoel, sendo elevado a distrito pela lei n° 81/2015. O padroeiro de Águas Claras é São Luiz, sendo celebrado em 25 de agosto.
Em 2015 foi um dos distritos atingidos pelos rejeitos provenientes do rompimento das barragem do Fundão e Santarém, da Samarco, em Bento Rodrigues.

## Economia
A economia do distrito se baseia na pequena produção agrícola e de artesanado de taquara. Sendo famoso pela sua produção leiteira. A região também recebe considerável contigente para o turismo ecologico.
No que diz respeito à fábricas, possui duas indústrias de blocos de cimento.